# Verwaltungsgemeinschaft Tännesberg
Die Verwaltungsgemeinschaft Tännesberg liegt im Oberpfälzer Landkreis Neustadt an der Waldnaab und wird von folgenden Gemeinden gebildet:
1. Leuchtenberg, Markt, 1180 Einwohner, 32,36 km²
2. Tännesberg, Markt, 1478 Einwohner, 46,56 km²

Sitz der Verwaltungsgemeinschaft ist Tännesberg.